# Кондуело Пирис
Кондуело Пирис (на испански: Conduelo Píriz) е уругвайски футболист, полузащитник.

## Кариера
През 1920-те години, Пирис играе за Дефенсор Спортинг, а след това за Насионал Монтевидео. За националния отбор на Уругвай прави своя дебют в мача срещу Аржентина на 16 юни 1929 г. Последният му мач за „урусите“ е срещу същия противник в Монтевидео (домакините печелят с 1:0).
Като част от националния отбор на Уругвай той участва в шампионата на Южна Америка през 1929 г. На този турнир, състава на Уругвай заема само трето място, а Пирис играе и в трите мача.
През 1930 г. Кондуело Пирис е включен в групата на уругвайския национален отбор у дома за първото световно първенство. Въпреки факта, че самият Пирис не се появява на терена, той също става световен шампион.
По-големият му брат, Хуан Пирис също е известен футболист, играе за Пенярол, Насионал и Дефенсор, а заедно с националния отбор на Уругвай става олимпийски шампион през 1928 г.

## Отличия

### Отборни
Насионал Монтевидео
- Примера дивисион де Уругвай: 1933[3]

### Международни
Уругвай
- Световно първенство по футбол: 1930